# Feuriges Auge
Die drei ??? – Feuriges Auge ist ein 2018 erschienener Jugendkrimi von André Marx und der 200. Band der Buch- sowie die 200. Folge der Hörspielreihe Die drei ??? und damit der fünfte Jubiläumsband der Reihe, der aus drei Teilen besteht.

## Handlung

### Der verschwundene Detektiv
Justus, Peter und Bob machen bei einer Führung durch eine Quecksilbermine im nahegelegenen Dalton mit, bei der Justus den Plan hat, die Reisegruppe zu verlassen, um alte Schriften von Bankräubern, die angeblich Beute in der Mine versteckt haben, zu suchen. Die drei ??? finden jedoch nichts und müssen feststellen, dass die Führung inzwischen zu Ende ist und sie nun eingesperrt sind. Mithilfe eines alten Förderkorbs können sie die Mine verlassen, werden aber vom Führer Timothy entdeckt. Dieser kontaktiert die Erziehungsberechtigten der drei, woraufhin es gehörigen Ärger von Justus’ Tante Mathilda gibt.
Am nächsten Tag werden Peter und Bob in der Schule ins Sekretariat gebracht, wo sie von Tante Mathilda erfahren, dass Justus verschwunden ist. Die beiden durchsuchen die Zentrale und finden zwei benutzte Trinkgläser, was darauf hinweist, dass Justus am vorigen Abend Besuch hatte. Außerdem finden sie einen Schriftzug, der in einen Zettel geritzt ist: Hilfe.
Peter und Bob kontrollieren daraufhin die letzten Anrufe und E-Mails, die Justus erhalten hat. Dabei stößt Bob auf die Internetseite des Seven Pines Motels in Hollywood. Die beiden vermuten, dass Justus das Motel in der Nacht seines Verschwindens aufgesucht hatte, woraufhin Peter nachschaut, ob Justus’ Motorrad noch im Schuppen nahe des Schrottplatzes steht. Das Motorrad befindet sich nicht mehr dort, dafür hat sich der Stadtstreicher „Rubbish George“ dort eingerichtet, da im Hafen, wo sein Hausboot liegt, zu viel Unruhe herrscht.
Gegen genug Bezahlung von Peter teilt ihm Rubbish George mit, dass Justus in der letzten Nacht in den Schuppen gerannt sei und mit dem Motorrad weggefahren sei. Inzwischen meldet sich Inspektor Cotta und bekommt von Peter und Bob alle Informationen, die sie bisher ermittelt haben.
Daraufhin bringen die beiden die Telefon- und E-Mail-Lawine ins Rollen – eine Erfindung von Justus, bei der alle Personen kontaktiert werden, die man kennt und bei der diesen das, was man wissen will, berichtet wird. Diese Personen rufen dann alle Freunde aus ihrem Bekanntschaftskreis an und so verbreitet sich die Nachricht. Peter und Bob lassen über die Lawinen nach Justus und dessen Motorrad fahnden.
Tante Mathilda ist mittlerweile so verzweifelt über Justus’ Verschwinden, dass sie grundlos Kunden des Schrottplatzes anbrüllt. Als dann eine Frau mit Baseballmütze fragt, ob alles in Ordnung sei, fällt Mathilda Jonas ihr in die Arme und erzählt ihr die ganze Geschichte.
Peter und Bob fahren in der Zwischenzeit zum Seven Pines Motel, um sich dort nach Justus zu erkundigen. Dort erfahren sie vom Rezeptionist Mr. Anderson, dass sich die Polizei ebenfalls schon erkundigt hatte, aber Justus ist nicht dort gewesen. Daraufhin meldet die Reinigungskraft, dass sich eine Frau mit Baseballmütze ebenfalls nach einer Person erkundigt hatte, die einmal in dem Motel gewohnt hatte. Peter und Bob vermuten, dass es dieselbe Frau war, der Tante Mathilda ihr Herz ausschüttete. Nun vermuten die beiden, dass diese Frau Mathilda Jonas ausgehorcht hat. Nach kurzem Suchen findet Mr. Anderson den Namen der Person, nach der sich die Frau erkundigt hat: Rama Sidri Rhandur.
Im siebten Fall der drei ??? (Der Fluch des Rubins) hatte sich ein Mann namens Rama Sidri Rhandur nach einem Rubin erkundigt, dem sogenannten Feurigen Auge. Dieser Rubin war das Erbe des durch Indien reisenden Horatio August, der den Stein, mit einem Rätsel versehen, seinem Neffen August, genannt „Gus“, vererbte, der ihn mithilfe der drei ??? fand. Rhandur war ein Abgesandter des Tempels der Gerechtigkeit in Indien, aus dem das Feurige Auge stammt. Für eine große Summe Geld kaufte er Gus den Stein ab und reiste zurück nach Indien.
Bob findet bei seinen Recherchen über Rhandur und das Feurige Auge einen zwei Wochen alten Bericht über Pleshiwar, wo sich in den Bergen der Tempel der Gerechtigkeit befindet: Im Sommerpalast des Maharadschas Tarvinder Singh ist bei einem Erdbeben ein Flügel eingestürzt, wobei eine alte Geheimkammer freigelegt wurde.
Um mehr über Rhandur herauszufinden, rufen Bob und Peter Gus in England an. Sie erreichen jedoch nur seinen Vater, der den beiden berichtet, dass Gus schon auf dem Weg nach Amerika sei und sie mit seinem Besuch überraschen wolle. Vorher habe er aber noch einen Termin bei einem Mr. White, einem alten Freund seines Onkels Horatio, der mit ihm durch Indien reiste. Da Gus sich aber seit zwei Tagen nicht mehr gemeldet hat, gehen Peter und Bob davon aus, dass Gus aus demselben Grund verschwunden ist wie Justus.
Da alle Spuren ins Leere führen, suchen Peter und Bob Mr. Dwiggins auf; den Anwalt, der damals das Testament von Horatio August an Gus weitergab und auch von Rama Sidri Rhandur bedroht wurde. Als sie dort ankommen, werden sie aus dem Hinterhalt von zwei maskierten Männern überfallen. Peter nimmt sogleich mit seinem MG die Verfolgung auf. Die beiden Männer begeben sich in eine Berghöhle, wo sie eine lebensgroße, blaue Statue mit einem roten Stein in der Stirn anbeten. Beim Beobachten stürzt Peter in den Abgrund. Als er erwacht, sind die Männer und die Statue verschwunden.
Als Peter wieder zurück bei Mr. Dwiggins ist, müssen sie feststellen, dass die Akte mit dem Testament von Horatio August von den Männern gestohlen wurde. Dwiggins meinte, sie seien hinter dem Feurigen Auge und einer silbernen Hand her.
Zuhause werden Peter und Bob beide von ihren wütenden Eltern empfangen. Tante Mathilda Jonas hat diese angerufen und über Justus’ Verschwinden sowie über Peters und Bobs Ermittlungen aufgeklärt. Nun dürfen die beiden nicht mehr weiter ermitteln und müssen nach der Schule sofort nachhause kommen. Da Justus’ Verschwinden den beiden wichtiger ist, beschließen sie, vorerst nicht mehr in die Schule zu gehen und stattdessen weiter zu ermitteln.
Durch Recherchen bringt Bob in Erfahrung, dass der Tempel der Gerechtigkeit in Pleshiwar angeblich „verschwunden“ ist. Außerdem bringt er mehr über die blaue Gottheit in Erfahrung. Die Bewohner des Tempels, die sich „Diener der Gerechtigkeit“ nennen, verehren einen indischen Volksgott namens Dhaarmikwar, in dessen Stirn der Platz des Feurigen Auges ist. Ein anderes Volk, dass sich „Shikaaree“ nennt, bekriegt seit Urzeiten die Diener der Gerechtigkeit. Außerdem findet Bob heraus, dass Rhandur das Feurige Auge auf seinem Weg nach Indien verloren hatte und es dort nie ankam. Seitdem gelten der Mann und der Rubin als verschollen.
Durch Zufall entdecken die Peter und Bob einen Zeitungsartikel, in dem steht, dass beim berühmten Filmstar Solomon Charles, welcher den Geheimagent Blake Turner gespielt hat, eingebrochen wurde, wobei eine silberne Hand gestohlen wurde. Mr. Dwiggins sprach von einer silbernen Hand, weshalb sich die beiden zum Anwesen des Schauspielers begeben. Es gelingt ihnen, die zahlreichen Paparazzi abzulenken und unbemerkt zur Eingangstür der Villa zu gelangen, wo sie mit Mühe Solomon Charles davon überzeugen können, dass sie keine Mitglieder der Presse sind. Charles lädt sie zu einem Gespräch über Horatio August ein, der ein alter Freund von ihm war.
Dort erfahren sie, dass sich Mr. White auch bei Charles gemeldet hat. Bei einem von Horatios letzten Besuchen bei Charles brachte dieser ihm die Silberne Hand aus dem Tempel der Gerechtigkeit mit und meinte, wenn Charles jemals einen Mann mit drei tätowierten Punkten auf der Stirn träfe, dann sollte er sich in Acht nehmen.
In einer Papiertonne in Charles Garage finden sie die Visitenkarte Whites, die Charles bereits weggeworfen hatte; allerdings fällt die Mülltonne bei Bobs Versuch, hineinzuklettern um und zahlreiche Paparazzi fotografieren das Ereignis, bis Charles schließlich das Garagentor wieder schließt.
In der Zentrale kann Bob Bonnie Newman ausfindig machen, welche die Freundin von Horatio August war. Derweilen treffen Peters und Bobs Eltern ein, die den Zeitungsartikel von Bob in der Mülltonne gelesen haben. Peter und Bob werden von ihren Eltern ins Verhör genommen. Schließlich gelingt es Onkel Titus, die Eltern der beiden zu überzeugen, die Detektive weiter ermitteln zu lassen, da es um Justus’ Leben geht.
Dann taucht die Frau mit der Baseballmütze wieder auf und bricht in die Zentrale ein. Bevor Peter und Bob etwas unternehmen können, entkommt sie. Dann klingelt das Telefon, da ein Mädchen Justus’ Motorrad in Leo Carillo ausfindig gemacht hat. Peters und Bobs Väter bestehen darauf, mitzukommen. Bob fährt mit seinem Vater nach Leo Carillo und Peter und sein Vater suchen Bonnie Newman auf.
Bob und sein Vater finden in Leo Carillo das Motorrad und weiße Fragezeichen, die auf einen Anlegesteg weisen. Von einem Nachtwächter erfahren sie, dass Justus’ Rucksack in der Nacht dort gefunden wurde. Im Rucksack findet Bob das Empfangsgerät ihres Peilsenders. Das Boot, neben dem der Rucksack gefunden wurde, heißt Raider, da aber der Hafenmeister den Namen des Besitzers nicht preisgibt, können sie diese Spur nicht weiter verfolgen.
Peter und sein Vater treffen Bonnie Newman in ihrem Haus, diese ist jedoch dement, hält Mr. Shaw für einen Mr. Brown, mit dem sie ihn verwechselt, und drückt ihm stattdessen ein Buch in die Hand: John Mercury und das Tal der Diamanten. Auf der Heimfahrt meldet sich Mr. White bei Peter und vereinbart ein Treffen im California Heritage Institute.
Von Mr. White erfahren Peter und Bob, dass bei dem Erdbeben in Pleshiwar alte Schriften des Maharadschas wieder aufgetaucht sind, in denen vom Feurigen Auge und der Silbernen Hand die Rede ist. Als Peter und Bob ihm die Kette mit dem Stammesgott Dhaarmikwar zeigen, meint er, er habe die Statue bereits in der Quecksilbermine in Dalton gesehen, in der die drei ??? am Anfang waren. White scheint mehr zu wissen, will Peter und Bob aber nichts sagen. Er will die beiden am nächsten Tag in Dalton treffen, um ihnen dort alles zu berichten.
Auf dem Heimweg springt plötzlich der Empfänger des Peilsenders an. Die beiden fahren zurück zum Institut und sehen gerade noch, wie eine Person in einen weißen Kastenwagen gezerrt wird. Im Wagen sieht Peter Mr. White und die Frau mit der Baseballmütze. Die beiden verfolgen den Wagen bis zur Dalton-Mine, wo sie sich an das Fahrzeug heranschleichen. Als der Wagen plötzlich auf sie zufährt, fliehen sie, werden aber vom Fahrer des Autos gestellt: Justus.

### Die silberne Hand
Nachdem Justus Ärger mit seiner Tante und seinem Onkel wegen des Vorfalls in der Quecksilbermine in Dalton bekommt, zieht er sich in die Zentrale zurück. Von dort aus beobachtet er unerwartet zwei Männer, welche auf dem Schrottplatz umherwandern. Außerhalb der Zentrale erkennt Justus schließlich August, den er mit Freude in die Zentrale auf ein Glas Cola einlädt. Der andere Mann, offensichtlich indischer Herkunft, stellt sich als Vikram vor. Er meint, er wäre auf der Suche nach seinem verschollenen Vater und die drei ??? haben ihn als letzte zu Gesicht bekommen: Rama Sidri Rhandur.
Justus gibt die Adresse des Seven Pines Motels und die von Mr. Dwiggins an Vikram weiter. Während des Gesprächs kratzt Gus mit seinem Kugelschreiber auf einem Blatt Papier herum. Nachdem die beiden den Schrottplatz wieder verlassen haben, sieht Justus, dass Gus das Wort Hilfe in das Papier geritzt hat. Justus wird klar, dass Vikram Gus nur überwachte und bereitet sich auf die Verfolgung der beiden vor. Er implantiert den Sender des Peilsenders in dem Kugelschreiber, welcher von Gus verwendet worden war. Es gelingt ihm noch rechtzeitig, den weißen Kastenwagen von Vikram und Gus zu stoppen und Gus seinen Kugelschreiber zurückzugeben. Mit dem Empfänger im Rucksack fährt Justus mit seinem Motorrad dem Kastenwagen hinterher, welcher ihn an den Hafen bringt. Er zeichnet weiße Fragezeichen, um seinen Weg zu markieren.
Vikram bestattet der Frau mit der Baseballmütze Bericht, mit dem die Frau jedoch nicht zufrieden ist. Gus versucht zu fliehen, doch Vikram holt ihn ein und verschleppt ihn auf das Boot Raider. Justus legt sich unbemerkt ins Beiboot. Gus, Vikram, die Frau mit der Baseballmütze, welche Helena heißt und der Steuermann Bruce nehmen Fahrt zur abgelegenen Insel Santa Clarita auf. Dort befinden sich ein Leuchtturm und eine alte verlassene Piratenfestung. Gus wird dort von einem unbekannten Mann über die Aktivitäten des vergangenen Abends verhört, woraufhin er eingesperrt wird. Justus belauscht alles und versteckt sich daraufhin in einer Küche, wo er Bücher und Dokumente findet. Dabei stößt er auf das Buch John Mercury und das Geheimnis der Pyramiden sowie viele Listen und Zeitungsartikel. Die Dokumente besagen, dass sich die Organisation „Sphinx“ nennt und schon einmal eine Begegnung mit den drei ??? hatte (Siehe: Band 100 Toteninsel). Die Pläne von Sphinx sind, das Feurige Auge und die silberne Hand zu finden und mit ihnen den Tempel der Gerechtigkeit in Indien aufzusuchen, um dort mithilfe der beiden Gegenstände und eines Rätsels den sogenannten „goldenen Weg“ zu gehen und an einen Schatz der Diener der Gerechtigkeit zu kommen. Die Organisation entführte deswegen Gus, da er damals der Klient des Falls war. Auch in Indien hat Sphinx Helfer, da sie dort geheime Grabkammern untersuchen lassen. Außerdem wird ein Einbruch bei Solomon Charles geplant, da er im Besitz der silbernen Hand ist. In seiner Eile nimmt Justus kurzerhand einige der Dokumente in seiner Hosentasche mit.
Es gelingt Justus anschließend, Gus aus seiner Zelle zu befreien und mit ihm in den Leuchtturm zu fliehen, wo die beiden ein S.O.S. Signal morsen. Jedoch werden sie von Vikram und Bruce überrascht, sodass sie versuchen, aus dem Fenster zu entkommen. Die Flucht scheitert und beide werden gefangen genommen.
In einer Zelle setzt Justus Gus über die Identität von Sphinx in Kenntnis und erfährt von diesem, dass er von Mr. White erpresst wird, da er damit droht, seinen Vater in England ermorden zu lassen. Aufgrund dessen ist Gus sehr verängstigt und weigert sich, mit Justus einen Aufstand gegen Sphinx zu unternehmen. Als sich ein Motorboot der Küstenwache der Insel nähert, kommt Vikram in die Zelle der beiden und knebelt Justus, damit er still ist. White versucht unterdessen mit überzeugenden Lügen, zwei Polizisten davon abzuhalten, die Festung zu untersuchen. Die Küstenwache hatte das S.O.S.-Signal gesichtet und wollte nach dem rechten sehen. Als die Polizisten dann aber doch die Festung durchsuchen, werden sie von Mr. White bereits erwartet, der die Beamten geschickt davon abhält, Justus und Gus zu finden. Letzten Endes macht sich die Küstenwache wieder auf den Rückweg.
Durch Zufall entdeckt Justus eine Fälschung der silbernen Hand, die Sphinx mutmaßlich gegen das Original austauschen will, welches sich in Charles besitzt befindet, was Justus vorher durch die Dokumente herausfand. Daraufhin starten Justus und Gus einen weiteren Fluchtversuch, bei welchem Justus White und Vikram damit erpresst, die Hand zu zerstören. Die beiden schaffen es bis zur Anlegestelle der Insel, wo White und Vikram die beiden jedoch stellen. Da Justus ahnt, dass der Fluchtversuch erneut gescheitert ist, setzt er seine Drohung um und wirft die Hand ins Meer, was White in starke Wut versetzt. Er droht damit, Gus’ Vater etwas anzutun. In seiner Angst verrät Gus aus Versehen, dass Justus weiß, dass White und seine Komplizen zu Sphinx gehören. White gerät außer sich und sperrt die beiden in getrennte Zellen. Er glaubt nun, dass Justus eine Art Spion ist.
Verzweifelt stellt Justus fest, dass er keine Fluchtmöglichkeit findet. Er holt die mitgenommenen Dokumente aus seiner Hosentasche und erfährt durch einen Zeitungsartikel, dass der damalige Maharadscha Singh vom Reichtum besessen war und schließlich das feurige Auge erwarb, woraufhin er jedoch schwer krank wurde. Da erschien ihm Dhaarmikwar, der Gott der Gerechtigkeit der ihn dazu aufforderte, ihm das feurige Auge zu opfern. So verfiel der Maharadscha in den Glauben an Dhaarmikwar und opferte ihm seinen gesamten Reichtum und setzte das feurige Auge der Statue des Gottes als drittes Auge in den Kopf. Dieses Ereignis spaltete das Volk der Shikaree und ein Teil davon wurde zu den Dienern der Gerechtigkeit, die von diesem Zeitpunkt an in einem Tempel in den Bergen über Pleshiwar wohnten. Die Shikaree versuchten daraufhin häufig, den Schatz des Maharadschas zu finden und zu rauben, was ihnen jedoch nie gelang. Allerdings ist der Tempel unauffindbar geworden und es wird vermutet, dass beide Völker bereits ausgestorben sind. Justus weiß nun, dass White den Plan der Shikaree umsetzten will und den Schatz Singhs mithilfe des Rätsels, der silbernen Hand und des feurigen Auges in Indien bergen will.
White erpresst nun auch Justus damit, seiner Familie etwas anzutun, wenn er ihm nicht alles sagt, was er weiß. Er schickt daraufhin Helena zum Gebrauchtwarencenter, damit sie sich über den aktuellen Stand von Titus und Mathilda Jonas informiert. Justus lässt sich davon nicht wirklich beeindrucken und schweigt weiterhin. In seiner Zelle hört er zufällig Teile eines Gespräches von White und Helena mit, bei welchem Helena sich über White aufregt, wie er nur Vikram so sehr vertrauen kann, da er gerade erst volljährig wurde und einfach nur ein indischer Junge ist, woraufhin White jedoch antwortet, dass er sich seine Kumpane selbst aussucht und Vikram ein wichtiges Mitglied sei.
Justus beginnt nun, einen weiteren Fluchtversuch zu unternehmen, bei dem er mit einem Vorhängeschloss eine Stange aus einem Gerüst nahe des Fensters seiner Zelle herausschraubt. Als ein weiteres Verhör in Justus’ Zelle ansteht, versteckt Justus sein Werkzeug. Beim Verhör, bei dem White Justus erneut droht bemerkt Vikram zufällig Justus’ Fluchtversuch, lässt es sich aber nicht anmerken. Nun plant White, Justus’ Flucht absichtlich gelingen zu lassen, damit dieser Gus befreit, den sie mit einem Mikrofon versehen haben, damit er Justus aushorcht, was White mithören soll. Da White Gus ebenfalls droht, tut Gus das, womit White ihn beauftragt. Justus bemerkt jedoch unbemerkt das Mikrofon in Gus’ Tasche und entwickelt schnell einen geschickten Plan: Er tut so, als wüsste er, wo sich das feurige Auge befindet, um White zu täuschen. Nun glaubt Sphinx, dass sich das feurige Auge in der Quecksilbermine in Dalton befindet, wo die drei Detektive anfangs nach den Überlieferungen suchten. White und seine Komplizen stellen Justus und Gus und sperren sie bis zum Abend wieder in die Festung.
Abends wird Justus mit aufs Festland genommen. Einzig und allein Gus bleibt allein in seiner Zelle auf Santa Clarita zurück. Auf dem Festland lässt White Justus sein gesamtes Gespräch zwischen ihm und Peter und Bob mithören, wodurch alles über die Ermittlungen seiner Kollegen erfährt. White betritt anschließend ebenfalls den weißen Kastenwagen, in dem sich Justus und die anderen Mitglieder von Sphinx befinden. Da bemerkt Helena, dass Peter und Bob zurückgekehrt sind und nun den Parkplatz untersuchen. Justus ist ratlos, da er nicht versteht, was in seinen Freunden Verdacht erregt haben könnte. Auf einmal sieht er auf dem Armaturenbrett des Kastenwagens den Kugelschreiber, in dem er Gus damals den Peilsender unterjubelte. Nun wird ihm alles klar und er unternimmt einen finalen Fluchtversuch, bei dem er die Tür öffnet und um Hilfe schreit, was durch Peter und Bob bemerkt wird, die ihn jedoch für White halten. Bei einem weiteren langen Verhör findet Justus einige Dinge heraus; unter anderem, dass Horatio August ebenfalls ein Mitglied von Sphinx und Gabriel Whites Lehrer war, dass es einst Whites Auftrag in Indien war, mit Horatio August den Schatz des Maharadschas zu finden und dass Bonnie Newman nicht dement ist, sondern nur von Helena bedroht wurde, was bedeutet, dass sie Peter bewusst das Buch in die Hand drückte.
Justus und die Verbrechergruppe kommen schließlich in der Mine in Dalton an, wo White sich das feurige Auge holen will, dass er aufgrund Justus’ Täuschung über das Mikrofon dort vermutet. Alle fünf Personen betreten die Mine, in der Justus sie zu dem alten Förderkorb und behauptet, dass sich das feurige Auge im Förderschacht befindet. Durch einen Fehler im Plan findet White schließlich die Dokumente, die Justus hatte mitgehen lassen und schließt daraus schließlich, dass Justus ihn die ganze Zeit über nur angelogen hatte und alle seine Informationen nur aus den Dokumenten hatte. Um die Dokumente besser betrachten zu können, beauftragt er Bruce damit, die Schalter, die den Förderkorb in Gang setzen zu betätigen, da er durch eine weitere List von Justus denkt, es wären Lichtschalter. Justus großer Plan gelingt und er kann in einem Moment der Ablenkung mit dem nach oben fahrenden Förderkorb aus der Mine entkommen. Draußen sperrt er Sphinx in der Miene ein, kapert den Kastenwagen und ergreift damit die Flucht. Kurz darauf trifft er vor der Miene auf Peter und Bob, die ihn befreien wollten.

### Der Tempel der Gerechtigkeit
Justus, Peter und Bob treffen vor der Quecksilbermine aufeinander und die Geschichten der beteiligten fügen sich zusammen. Die drei Detektive verständigen Inspektor Cotta, der sofort mit einem Einsatzteam zur Mine kommt und eine weitere Einheit nach Santa Clarita schickt, um Gus zu befreien.
Vor Ort befiehlt Justus dem Inspektor, vorerst die Mitglieder von Sphinx festzunehmen, die er zuvor in der Mine eingesperrt hatte. Verwundert bemerken sie jedoch, dass die Tür offen steht. In der Mine finden die Polizisten Helena und Bruce, welche meinen, dass sich die Gruppe aufteilte, um nach einem zweiten Eingang zu suchen. Im Gebüsch in der Nähe der Mine findet die Gruppe die Väter von Peter und Bob, die ihren Söhnen gefolgt sind. Da die beiden keine Ahnung von den bösen Absichten Whites hatten, befreiten sie White und Vikram aus der Quecksilbermine und wurden anschließend von ihnen niedergeschlagen. Mit Peters MG gelang den beiden die Flucht.
Nachdem sich ein paar Tage später die Verhältnisse wieder normalisiert haben, beschließt Justus, weiter zu ermitteln, um das Rätsel des feurigen Auges zu lösen und White zur Strecke zu bringen. Er bringt in Erfahrung, dass sich White bei Gus, der wieder abreist, nach den Büchern der John Mercury-Reihe erkundigt hat. Bonnie Newman gab Peter bei seinem Besuch, bei dem die alte Dame von Helena erpresst wurde und so tun musste, als wäre sie dement, ein Buch der Reihe. Nach längerer Recherche finden die drei ??? heraus, dass die Buchreihe aus zwölf Bänden besteht. Ein dreizehnter Band wurde vor Jahrzehnten vom Autor Hank Cooper geplant, der jedoch vor der Vollendung verstarb. Der Name des Manuskripts war John Mercury und der Tempel der Gerechtigkeit.
Die drei Detektive machen sich also erneut auf zu Bonnie Newman, die ihnen die gesamte Geschichte erzählt: Helena drang in ihr Haus ein und fragte über Horatio August und das feurige Auge aus. Mrs. Newman spielte jedoch die verwirrte alte, demente Dame. Also durchsuchte Helena das ganze Haus nach Hinweisen. Als dann Peter mit seinem Vater aufkreuzte, gab sie ihm das Buch, um es in Sicherheit zu bringen, da es einen falschen Umschlag hatte und eigentlich das unvollendete Manuskript des letzten John Mercury-Bandes, das von Bonnie Newman fertig geschrieben wurde, ist. In dem Buch steht unter anderem, wie man mithilfe des feurigen Auges und der silbernen Hand den Schatz des Maharadschas finden kann. Das Problem ist jedoch, dass sich das Buch in Peters MG befindet, der von White und Vikram gestohlen wurde.
Bonnie Newman beginnt nun, aus ihrer Vergangenheit zu erzählen: In ihrer Jugend war sie abenteuerlustig und durchstreifte die Berge von Indien. In der Umgebung nahe Pleshiwar traf sie auf dem sogenannten „Berg ohne Wiederkehr“ auf den jungen Horatio August, der verletzt in den Bergen weilte. Sie nahm ihn mit zu sich in ein Hotel und verarztete ihn wochenlang. Dabei erfuhr sie, von ihm, dass es einen Verräter unter den Dienern der Gerechtigkeit gab, der das feurige Auge und die silberne Hand stahl. Horatio erwarb beide Wertgegenstände von dem Dieb, wurde dann jedoch von den Shikaaree überfallen und verletzt. Es gelang. ihm jedoch, die Angreifer zu überwältigen und die beiden Schätze unversehrt bei sich zu behalten. Er hatte den Plan, dass feurige Auge fünfzig Jahre lang in einem Holzkästchen zu versiegeln, da so der Fluch des Rubins, seine Besitzer zu schädigen gebrochen werden würde. Dann erzählt Mrs. Newman, dass die Shikaaree allesamt drei tätowierte Punkte auf der Stirn tragen, was bedeutet, dass die drei Detektive damals das feurige Auge an die Shikaaree verkauften, als sie es Rhandur überließen.
Das Rätsel um Schatz besagt folgendes: Der Schatten der Hand weist den goldenen Weg, wenn Tag und Nacht, wenn Sonnenauf- und -untergang, wenn Himmel und Erde im Gleichgewicht sind. Das Rätsel bedeutet, dass der Schatz nur in einem bestimmten Zeitraum im September gefunden werden kann, da in diesem Zeitraum die Sonne eine bestimmte Position am Himmel annimmt.
Kurz nach dem Besuch bei Bonnie Newman wird Peters MG wiedergefunden; allerdings ist das Buch darin unauffindbar.
Im Anschluss bringen die drei Jungen durch einen Chauffeur überrascht in Erfahrung, dass Rama Sidri Rhandur deswegen nicht mit dem feurigen Auge nach Pleshiwar zurückkehrte, weil er einen Autounfall hatte, bei dem er das feurige Auge verlor. Am Unfallort, einer Brücke, suchen die drei Jungen alles ab, ohne Erfolg. Auch das ausgetrocknete Flussbett unter der Brücke erweist sich nicht als Fundort des Rubins. Durch Rubbish-George bringt Justus in Erfahrung, dass unter der besagten Brücke einige Obdachlose leben. Mit Georges Hilfe gelingt es Justus, einen der Obdachlosen ausfindig zu machen, der damals unmittelbar nach dem Unfall das feurige Auge zufällig im Fluss fand und all die Jahre besaß. Justus erwirbt es von ihm und versteckt es in der Zentrale, wo es unglücklicherweise nachts von Mr. White gestohlen wird.
In Windeseile benachrichtigen die drei ??? Solomon Charles, der sich sofort dazu bereit erklärt, mit Justus, Peter und Bob nach Indien zu reisen, um White und Vikram an der Vollendung ihres Plans zu hindern. Da Tante Mathilda ein großer Fan des Schauspielers ist, erlaubt sie es den drei Jungen.
In Indien angekommen begeben sich die drei ??? und Solomon Charles nach Pleshiwar, wo sie sich nach allen interessanten Informationen erkundigen. So finden sie heraus, dass White und Vikram bereits in Pleshiwar gewesen sind, dass der Tempel der Gerechtigkeit in den Bergen immer noch unauffindbar sei und das Rama Sidri Rhandur seit drei Jahren in einem Haus am Rande des Ortes wohnt, den sie sofort besuchen. Mr. Rhandur ist erstaunt, die drei Jungen wieder zu sehen und berichtet ihnen, dass er, nachdem er das feurige Auge verlor von den Shikaaree gebannt wurde. Die drei tätowierten Punkte auf seiner Stirn wurden ihm entfernt und er verlor einen Namen und seine Ehre. Um den drei Detektiven zu helfen, sagt er ihnen, wo sie ungefähr den Tempel der Gerechtigkeit fänden.
Die drei Jungen machen auf den Weg in die Berge, um den Tempel der Gerechtigkeit vor White und Vikram zu erreichen. Aufgrund von Charles gesundheitlichem Aussetzers auf dem Weg in die Berge trennt sich Peter von der Gruppe, um Charles zurück nach Pleshiwar zu begleiten. Justus und Bob gehen schonmal weiter.
Bei seinem Rückweg versucht Peter so schnell wie möglich, Justus und Bob einzuholen. Leider gelingt ihm dies nicht vor Einbruch der Dunkelheit. Im hohen Gras, wo er seinen Rucksack zurückließ, rastet er eine Weile. Auf einmal bemerkt er, dass eine Person schnaufend durch das Unterholz schleicht, die Peter als Rama Sidri Rhandur identifiziert. Peter vermutet nun, dass Rhandur sie verfolgt.
Justus und Bob sind mittlerweile dem Tempel sehr nahe. Auf einmal tauchen jedoch White und Vikram auf, vor denen sie sich verstecken müssen. Sie hören ein Gespräch der beiden mit, bei dem White Vikrams Identität aufdeckt: Er ist ein Shikaaree und wollte sie ganze Zeit über nur die beiden Schätze haben, um sie zu seinem Volk zu bringen. Nach der Bloßstellung versucht White Vikram zu töten, indem er ihn in den Abgrund stößt. Vikram überlebt jedoch, da er sich an einem Ast festhalten kann. White denkt jedoch, dass er mit seinem Mordversuch Erfolg hatte und geht weiter den Berg hinauf. Justus und Bob teilen sich nun auch auf: Justus verfolgt White zum Tempel der Gerechtigkeit, während Bob versucht, Vikram nach oben zu ziehen. Bei dem Rettungsversuch scheitert er jedoch. In letzter Sekunde erscheint jedoch Rama Sidri Rhandur am Abgrund und zieht das Seil, an dem die beiden hängen nach oben. Als Bob und Vikram oben erwachen ist Rhandur verschwunden.
Währenddessen hat White den Tempel der Gerechtigkeit gefunden, wo er von den Dienern der Gerechtigkeit freundlich empfangen wird, da er ihre Heiligtümer mit sich trägt: Das feurige Auge und die silberne Hand. Justus beobachtet, wie White vom Tempelpriester Shakvaborti dazu beauftragt wird, ein Ritual durchzuführen, bei dem White das feurige Auge einer Dhaarmikwar-Statue in die Stirn setzt. Auf einmal beginnt der Rubin rot zu leuchten, was er laut der Legende immer dann tut, wenn sich ein Mensch mit bösen Absichten in der Nähe befindet. Die Diener der Gerechtigkeit sehen White nun als Verräter und werfen ihm vor, er wolle nur den Schatz rauben, was auch stimmt. White bedroht die Diener mit einer Pistole, sie sollen ihm sagen, wo sich der Schatz befindet. Da betritt Justus den Raum und stellt sich White. Justus wird nun gezwungen, die silberne Hand in die Statue einzusetzen, was White mit einem Schatten auf einer in die Tempelwand eingemeißelten Karte den Weg zum Schatz weist. Gierig macht er sich auf den Weg. Da betreten auch Peter, Bob und Vikram den Tempel und Vikrams wahre Identität wird nun enthüllt: Er ist der Sohn Shakvabortis, der mit der Wiederbeschaffen der beiden Schätze beauftragt wurde. Er ist also kein Shikaaree, sondern ein Diener der Gerechtigkeit.
Nun beginnt Justus mit dem wahren Ritual: Mithilfe der silbernen Hand aktiviert er auf Befehl Shakvabortis einen Mechanismus in der Statue, die einen geheimen Gang unter dem Tempel öffnet. Die drei ???, Vikram und die Diener der Gerechtigkeit betreten den Tunnel, der sie zum wahren Schatz des Maharadschas führt: Einer gigantisch großen Dhaarmikwar-Statue, in die Tarvinder Singh seinen gesamten Reichtum investierte. Der „goldene Weg“ ist lediglich eine Falle für Eindringlinge.
Am Rande des Bergs beobachtet die Gruppe, wie White auf den Berg ohne Wiederkehr zuläuft – dicht gefolgt von Rama Sidri Rhandur, der den Standort des Schatzes herausfinden will, um wieder von seinem Volk aufgenommen zu werden. Vikram entgegnet jedoch, dass die beiden nie zurückkommen würden, da es der Berg ohne Wiederkehr sei.
Auf dem Rückweg rätselt Justus darüber, wie das feurige Auge so plötzlich leuchten konnte. Peter offenbart Bob, dass er die Szene im Tempel durch ein verborgenes Fenster ebenfalls beobachtete und im perfekten Moment mit seinem Laserpointer den Rubin anstrahlte, wovon die beiden Justus jedoch nichts erzählen.

## Trivia
- Die Handlung des Buches setzt die Geschichte des siebten Buchs der Reihe, Der Fluch des Rubins, fort.
- Bei einer Buchbewertung auf der Fanseite rocky-beach.com belegte Feuriges Auge zwischenzeitlich den ersten Platz.[5][6]